# خالد مشير
خالد مشير إسماعيل أغا وهو لاعب كرة قدم عراقي كردي في مركز الدفاع ولد في يوم 14 شباط 1981 في مدينة دهوك في العراق ولعب لمنتخب العراق لكرة القدم في 24 مباراة دولية كما لعب مع أندية نادي الموصل ونادي أربيل الرياضي ونادي دهوك العراقي وحاليا يلعب مع نادي زاخو العراقي.

## روابط خارجية
- خالد مشير على موقع قاعدة بيانات كرة القدم.إي يو (الإنجليزية)
- خالد مشير على موقع ناشيونال فوتبول تيمز (الإنجليزية)
- خالد مشير على موقع عالم كرة القدم.نت (الإنجليزية)